# هیلی سیموندز
هیلی سیموندز (انگلیسی: Hayley Simmonds؛ زادهٔ ۲۲ ژوئیهٔ ۱۹۸۸) دوچرخه‌سوار اهل بریتانیا است.
وی در مسابقات کشوری و بین‌المللی در مجموع برندهٔ ۲ مدال برنز شده‌است.